# Solbjerg
Solbjerg är en ort i Danmark.   Den ligger i Århus kommun och Region Mittjylland. Solbjerg ligger 59 meter över havet och antalet invånare är 3 765. Den ligger vid sjön Stilling-Solbjerg Sø. Närmaste större samhälle är Århus, 15 km nordost om Solbjerg.  